# Minnesota North Stars
Die Minnesota North Stars (IPA: [mɪnɨˈsoʊtə noːɻθ stɑɹs]) sind ein ehemaliges Eishockeyteam, das von 1967 bis 1993 in der NHL aktiv war. 1993 zog das Team nach Dallas, Texas um und nannte sich fortan Dallas Stars.

## Geschichte

Das erste, bis 1975 verwendete Logo der North Stars

1967 wurde die NHL erweitert. Bisher bestand die Liga aus den Original Six und nun stießen sechs weitere Teams zur höchsten Spielklasse im nordamerikanischen Eishockey. Minnesota galt als besonders eishockeybegeistert, sodass ohne Probleme ein Franchise errichtet wurde. Seine Spiele trug das Team in Bloomington aus.
Die North Stars verfügten über ein erfahrenes Management, dass eine schlagkräftige Mannschaft aufbauen konnte mit erfolgreichen Spielern wie Torhüter Lorne Worsley, Verteidiger und Kapitän Ted Harris und Stürmern wie Bill Goldsworthy, Danny Grant und Dennis Hextall.
Die erste Saison wurde von einer Tragödie überschattet. In einem Spiel im Januar 1968 gegen die Oakland Seals wurde Bill Masterton von einem Gegenspieler zu Fall gebracht und schlug mit dem Hinterkopf auf dem Eis auf. Zwei Tage später starb Bill Masterton. Bis heute ist er der einzige Spieler in der Geschichte der NHL, der an einer aus dem Spiel resultierenden Verletzung starb. Ihm zu Ehren schuf die Professional Hockey Writers Association die Bill Masterton Memorial Trophy, die seit 1968 jährlich an den Spieler verliehen wird, der durch Ausdauer, Hingabe und Fairness in und um das Eishockey herausragte. Die Nummer 19 von Bill Masterton wurde vom Team nicht mehr vergeben und 1987 offiziell gesperrt.
Mitte der siebziger Jahre traten Worsley und Harris zurück und für die North Stars brachen schwere Zeiten an. Die Mannschaften brachte keine guten Leistungen und man verpasste mehrfach die Playoffs. 1978 wurde das Team vom Eigentümer des NHL-Teams Cleveland Barons gekauft, der die beiden Teams unter dem Namen der Minnesota North Stars fusionierte. Dadurch kamen einige gute Spieler wie Al MacAdam und Torwart Gilles Meloche, aber auch Dennis Maruk, den man bald danach wieder abgab, ins Team. Außerdem hatte man mit Bobby Smith einen talentierten jungen Mann gedraftet, der sich zu einem Top-Scorer entwickelte. Man holte noch den ein oder anderen Spieler ins Team und ab 1979 schafften die North Stars fünf Saisons in Folge eine positive Siegesstatistik. Der Höhepunkt war dabei der Einzug ins Stanley-Cup-Finale 1981 gegen die New York Islanders.
Doch ab 1984 waren die positiven Zeiten wieder vorbei und man schaffte bis zum Umzug nach Dallas nur noch einmal eine positive Siegesstatistik. 1988 hatten sie die erste Wahl im NHL Entry Draft und zog Mike Modano, der sich zu einem der besten Spieler des Franchise entwickelte.
Anfang der neunziger Jahre äußerten die Eigentümer des Teams den Wunsch das Team nach San Francisco umzusiedeln, da immer weniger Zuschauer zu den Spielen kamen. Ein Umzug nach Kalifornien war jedoch nicht im Interesse der Liga und somit war das Thema erstmal vom Tisch. Doch während der Saison 1990/91 fand man eine Lösung. Die Fusion von 1978 zwischen den Cleveland Barons und den North Stars wurde aufgelöst und die Eigentümer der Barons eröffneten als San Jose Sharks ein Franchise in Kalifornien. Neuer Eigentümer der North Stars wurde der Kanadier Norman Green. Die Spieler der North Stars wurden im NHL Dispersal Draft 1991 zwischen beiden Teams aufgeteilt und neue Spieler füllten die Kader auf.
Im Sommer 1991 schafften es die North Stars, trotz einer eher schlechten regulären Saison, bis ins Stanley-Cup-Finale. Sie kämpften gegen die Pittsburgh Penguins an, hatten sogar schon zwei der ersten drei Spiele gewonnen, doch nach einer 8:0-Pleite im sechsten Spiel mussten sie ihren Traum vom Titelgewinn begraben. Es war das einseitigste Spiel, das über den Gewinner des Stanley Cup entschieden hat seit dem 23:2 im Stanley-Cup-Finale 1905 zwischen den Ottawa Silver Seven und den Dawson City Nuggets.
Das launenhafte Verhalten und die gerichtlichen Probleme von Eigentümer Norman Green schienen sich auf die Fanbasis niederzuschlagen und die Zuschauerzahlen sanken immer weiter. Seinem Einkaufszentrum-Imperium drohte der Konkurs und es gab gegen ihn ein Gerichtsverfahren wegen sexueller Belästigung. Er forderte Zugeständnisse für sein Team, die ihm weder die Region noch der Staat Minnesota bewilligte. Als Folge zog das Franchise im Herbst 1993 nach Dallas.

### Angekommen in Dallas
Kurz nach der Ankunft in Dallas wurde das Team an Tom Hicks verkauft. Als die Dallas Stars den ersten Stanley Cup in der Geschichte des Franchise gewannen, zeigten sie in ihrem offiziellen Video „Nothing Else Matters“ nicht nur Bilder der Dallas Stars, sondern zollten auch dem Finaleinzug 1991 Tribut. Mit Mike Modano, Derian Hatcher, Richard Matvichuk und Bob Gainey waren noch vier Spieler von damals in den Reihen der Stars.

### Die NHL kehrt zurück nach Minnesota
Die NHL war 1990 dagegen, dass die North Stars aus Minnesota verschwinden, da sie unbedingt ein Team in der Region haben wollten. Doch 1993 konnten sie nichts mehr daran ändern, dass die North Stars nach Dallas zogen. Im Sommer 2000 wurde die NHL erweitert und ein neues Franchise wurde in Minnesota eröffnet. Diesmal in Saint Paul. Das neue Team waren die Minnesota Wild. Bisher (Stand: 2025) konnten allerdings auch die Wild keinen Stanley Cup für die Metropolregion Minneapolis–Saint Paul gewinnen.

## Saisonstatistik
Abkürzungen: GP = Spiele, W = Siege, L = Niederlagen, T = Unentschieden, Pts = Punkte, GF = Erzielte Tore, GA = Gegentore, PIM = Strafminuten
| Saison  | GP    | W   | L   | T   | Pts   | GF    | GA    | PIM    | Platz      | Playoffs |
| 1967/68 | 74    | 27  | 35  | 15  | 69    | 191   | 226   | 738    | 4., West   | Sieg im Viertelfinale, 4:3 (Los Angeles) Niederlage im Halbfinale, 3:4 (St. Louis)                                                                                                 |
| 1968/69 | 76    | 18  | 43  | 15  | 51    | 189   | 270   | 862    | 6., West   | nicht qualifiziert |
| 1969/70 | 76    | 19  | 35  | 22  | 60    | 224   | 257   | 1.008  | 3., West   | Niederlage im Viertelfinale, 2:4 (St. Louis) |
| 1970/71 | 78    | 28  | 34  | 16  | 72    | 191   | 223   | 898    | 4., West   | Sieg im Viertelfinale, 4:2 (St. Louis) Niederlage im Halbfinale, 2:4 (Montréal) |
| 1971/72 | 78    | 37  | 29  | 12  | 86    | 212   | 191   | 853    | 2., West   | Niederlage im Viertelfinale, 3:4 (St. Louis) |
| 1972/73 | 78    | 37  | 30  | 11  | 85    | 254   | 230   | 881    | 3., West   | Niederlage im Viertelfinale, 2:4 (Philadelphia) |
| 1973/74 | 78    | 23  | 38  | 17  | 63    | 235   | 275   | 821    | 7., West   | nicht qualifiziert |
| 1974/75 | 80    | 23  | 50  | 7   | 53    | 221   | 341   | 1.106  | 4., Smythe | nicht qualifiziert |
| 1975/76 | 80    | 20  | 53  | 7   | 47    | 195   | 303   | 1.191  | 4., Smythe | nicht qualifiziert |
| 1976/77 | 80    | 23  | 39  | 18  | 64    | 240   | 310   | 774    | 2., Smythe | Niederlage in der Vorrunde, 0:2 (Buffalo) |
| 1977/78 | 80    | 18  | 53  | 9   | 45    | 218   | 325   | 1.096  | 5., Smythe | nicht qualifiziert |
| 1978/79 | 80    | 28  | 40  | 12  | 68    | 257   | 289   | 1.102  | 4., Adams  | nicht qualifiziert |
| 1979/80 | 80    | 36  | 28  | 16  | 88    | 311   | 253   | 1.064  | 3., Adams  | Sieg in der Vorrunde, 3:0 (Toronto) Sieg im Viertelfinale, 4:3 (Montréal) Niederlage im Halbfinale, 1:4 (Philadelphia)                                                             |
| 1980/81 | 80    | 35  | 28  | 17  | 87    | 291   | 263   | 1.624  | 3., Adams  | Sieg in der Vorrunde, 3:0 (Boston) Sieg im Viertelfinale, 4:1 (Buffalo) Sieg im Halbfinale, 4:2 (Calgary) Niederlage im Stanley-Cup-Finale, 1:4 (New York)                         |
| 1981/82 | 80    | 37  | 23  | 20  | 94    | 346   | 288   | 1.358  | 1., Norris | Niederlage im Divisions-Halbfinale, 1:3 (Chicago) |
| 1982/83 | 80    | 40  | 24  | 16  | 96    | 321   | 290   | 1.520  | 2., Norris | Sieg im Divisions-Halbfinale, 3:1 (Toronto) Niederlage im Divisions-Finale, 1:4 (Chicago)                                                                                          |
| 1983/84 | 80    | 39  | 31  | 10  | 88    | 345   | 344   | 1.696  | 1., Norris | Sieg im Divisions-Halbfinale, 3:2 (Chicago) Sieg im Divisions-Finale, 4:3 (St. Louis) Niederlage im Conference-Finale, 0:4 (Edmonton)                                              |
| 1984/85 | 80    | 25  | 43  | 12  | 62    | 268   | 321   | 1.735  | 4., Norris | Sieg im Divisions-Halbfinale, 3:0 (St. Louis) Niederlage im Divisions-Finale, 2:4 (Chicago)                                                                                        |
| 1985/86 | 80    | 38  | 33  | 9   | 85    | 327   | 305   | 1.672  | 2., Norris | Niederlage im Divisions-Halbfinale, 2:3 (St. Louis) |
| 1986/87 | 80    | 30  | 40  | 10  | 70    | 296   | 314   | 1.936  | 5., Norris | nicht qualifiziert |
| 1987/88 | 80    | 19  | 48  | 13  | 51    | 242   | 349   | 2.313  | 5., Norris | nicht qualifiziert |
| 1988/89 | 80    | 27  | 37  | 16  | 70    | 258   | 278   | 1.972  | 3., Norris | Niederlage im Divisions-Halbfinale, 1:4 (St. Louis) |
| 1989/90 | 80    | 36  | 40  | 4   | 76    | 284   | 291   | 2.041  | 4., Norris | Niederlage im Divisions-Halbfinale, 3:4 (Chicago) |
| 1990/91 | 80    | 27  | 39  | 14  | 68    | 256   | 266   | 1.964  | 4., Norris | Sieg im Divisions-Halbfinale, 4:2 (Chicago) Sieg im Divisions-Finale, 4:2 (St. Louis) Sieg im Conference-Finale, 4:1 (Edmonton) Niederlage im Stanley-Cup-Finale, 2:4 (Pittsburgh) |
| 1991/92 | 80    | 32  | 42  | 6   | 70    | 246   | 278   | 2.169  | 4., Norris | Niederlage im Divisions-Halbfinale, 3:4 (Detroit) |
| 1992/93 | 84    | 36  | 38  | 10  | 82    | 272   | 293   | 1.885  | 5., Norris | nicht qualifiziert |
| Gesamt  | 2.062 | 758 | 970 | 334 | 1.850 | 6.690 | 7.373 | 36.279 |            | 17 Playoff-Teilnahmen 31 Serien: 14 Siege, 17 Niederlagen 159 Spiele: 77 Siege, 82 Niederlagen                                                                                     |

## Trainer
| Zeitraum          | Trainer          |
| ----------------- | ---------------- |
| 1967/68 – 1968/69 | Wren Blair       |
| 1968/69           | John Muckler     |
| 1969/70           | Wren Blair       |
| 1969/70           | Charlie Burns    |
| 1970/71 – 1973/74 | Jack Gordon      |
| 1973/74           | Parker MacDonald |
| 1974/75           | Jack Gordon      |

| Zeitraum          | Trainer        |
| ----------------- | -------------- |
| 1974/75           | Charlie Burns  |
| 1975/76 – 1977/78 | Ted Harris     |
| 1977/78           | André Beaulieu |
| 1977/78           | Lou Nanne      |
| 1978/79           | Harry Howell   |
| 1978/79 – 1982/83 | Glen Sonmor    |
| 1982/83           | Murray Oliver  |

| Zeitraum          | Trainer       |
| ----------------- | ------------- |
| 1983/84 – 1984/85 | Bill Mahoney  |
| 1985/86 – 1986/87 | Lorne Henning |
| 1986/87           | Glen Sonmor   |
| 1987/88           | Herb Brooks   |
| 1988/89 – 1989/90 | Pierre Pagé   |
| 1990/91 – 1992/93 | Bob Gainey    |

## General Manager
| Zeitraum          | General Manager |
| ----------------- | --------------- |
| 1967/68 – 1973/74 | Wren Blair      |
| 1974/75 – 1976/77 | Jack Gordon     |
| 1977/78 – 1987/88 | Lou Nanne       |

| Zeitraum          | General Manager |
| ----------------- | --------------- |
| 1988/89 – 1989/90 | Jack Ferreira   |
| 1990/91 – 1991/92 | Bobby Clarke    |
| 1992/93 – 1992/93 | Bob Gainey      |

## Zu erwähnende Spieler
- Udo Kießling, als erster Deutscher in der NHL[1]

### Mannschaftskapitäne
- Bob Woytowich 1967–1968
- Elmer Vasko 1968–1969
- Claude Larose 1969–1970
- Ted Harris 1970–1974
- Bill Goldsworthy 1974–1976
- Bill Hogaboam 1976–1977
- Nick Beverley 1977–1978
- Jean-Paul Parisé 1978–1979
- Paul Shmyr 1979–1981
- Tim Young 1981–1982
- Craig Hartsburg 1982–1989
- Brian Bellows 1983–1984 (während Hartsburg verletzt war)
- Curt Giles 1989–1991
- Mark Tinordi 1991–1993

### Mitglieder der Hockey Hall of Fame
- Dino Ciccarelli
- Harry Howell
- John Mariucci
- Gump Worsley

### Gesperrte Trikotnummern
- 8 Bill Goldsworthy
- 19 Bill Masterton

Nach dem Umzug nach Dallas wurde auch noch die Nummer 7 von Neal Broten gesperrt, der lange Zeit für Minnesota gespielt hatte.

### Top-10-Wahlrechte im NHL Entry Draft
- 1969: Dick Redmond (5.)
- 1974: Doug Hicks (6.)
- 1975: Bryan Maxwell (4.)
- 1976: Glen Sharpley (3.)
- 1977: Brad Maxwell (7.)
- 1978: Bobby Smith (1.)
- 1979: Craig Hartsburg (6.) & Tom McCarthy (10.)
- 1982: Brian Bellows (2.)
- 1983: Brian Lawton (1.)
- 1987: Dave Archibald (6.)
- 1988: Mike Modano (1.)
- 1989: Doug Zmolek (7.)
- 1990: Derian Hatcher (8.)
- 1991: Richard Matvichuk (8.)